# Гейш (герб)
Гейш (пол. Giejsz) — польский дворянский герб в варианте Виленской ветви рода (см. Мельхиор Елиашевич-Гейш). Исконный вариант 1180 года "в Русском воеводстве королевства Польского оседлые" - обе половины щита красные (в червлене). 

## Описание
Щит рассечён на червлень и серебро. В червлене чёрное орлиное крыло, в серебре золотой кавалерский крест без правого конца. В нашлемнике три страусовых пера.
Герб (употребляют: Елиашевичи, Гибасевичи, а также Ильяшевичи/Илляшевичи и др. см. Herbarz Polski: Drogijeiko, Dzid, Dziel, Eliaszowicz, Gibasiewicz, Gibaszewicz, Giedygold, Giejsz, Giejsztowt, Gierulski, Giesztowt, Iliaszewicz, Narwoyjn, Orwid, Orwidowicz, Orwit, Orwitowicz)внесен в Часть 2 Гербовника дворянских родов Царства Польского, стр. 39.
К этому роду принадлежит епископ Жемайтии (1631—1633) Мельхиор Елиашевич-Гейш (Елиашевич, позднее транскрипции Iлляшевич, Илляшевич, Ильяшевич). См. Гербовник Адама Бонецкого. https://www.academia.edu/36956412/Tablica_z_wileńskiego_kościoła_pw_św_Kazimierza_z_roku_1630_na_cmentarzu_na_Rossie_The_Plaque_from_the_Church_of_St_Casimir_in_Vilnius_Dated_1630_on_the_Rasos_Cemetery

## Герб используют
Aleszewicz, Budrewicz, Drogiejko, Dziad, Dzid, Dzida, Dziel, Eliaszewicz, Fladrzyński, Fledrzyński, Gedygold, Gejsztoft, Gibasiewicz, Gibaszewicz, Giedygołd, Giejsz, Giejsztowt, Gierulski, Giesztowt, Gieysz, Herulski, Iliaszewicz, Iliszewicz, Iljaszewicz, Lenartowicz, Narwojn, Narwoyn, Norwojń, Orwid, Orwidowicz, Orwiel, Orwit, Orwitowicz, Szurowski, Tyc, Tyt, Tytow
Елиашевичив прежнем Русском Воеводстве оседлые. Из них Василий, Иван и Лука в 1762 году продали наследованное ими, после отца их Луки, имение Кальницу. Потомок сего рода Иван Елиашевнч владел пожалованными предкам его в Жмудском Княжестве маетностями. Аким Елиашевнч переселился в Польшу, коего потомки находясь в России, служили в разных чинах и в 1779 году по определению Правительствующего Сената, происшедшему от сего рода Поручику Фёдору Елиашевичу с братьями его, дозволено писаться из Польского шляхетства. Герб рода Елиашевичей (оба поля красные) внесен также в Часть 8 Общего гербовника дворянских родов Всероссийской империи, стр. 141.
Гибасевичив прежнем Сандомирском Воеводстве, из коих Станислав Гибасевич в 1720 году исправлял должность Субделегата Гродского Сандомирского.